# Jean-Georges Scholtus
Jean Georges Scholtus, né à Bonn (Allemagne) en 1681 et mort à Bastogne le 19 juillet 1754, est un sculpteur baroque de l'ancien duché de Luxembourg (aujourd'hui province de Luxembourg, en Belgique, et grand-duché de Luxembourg).

## Biographie

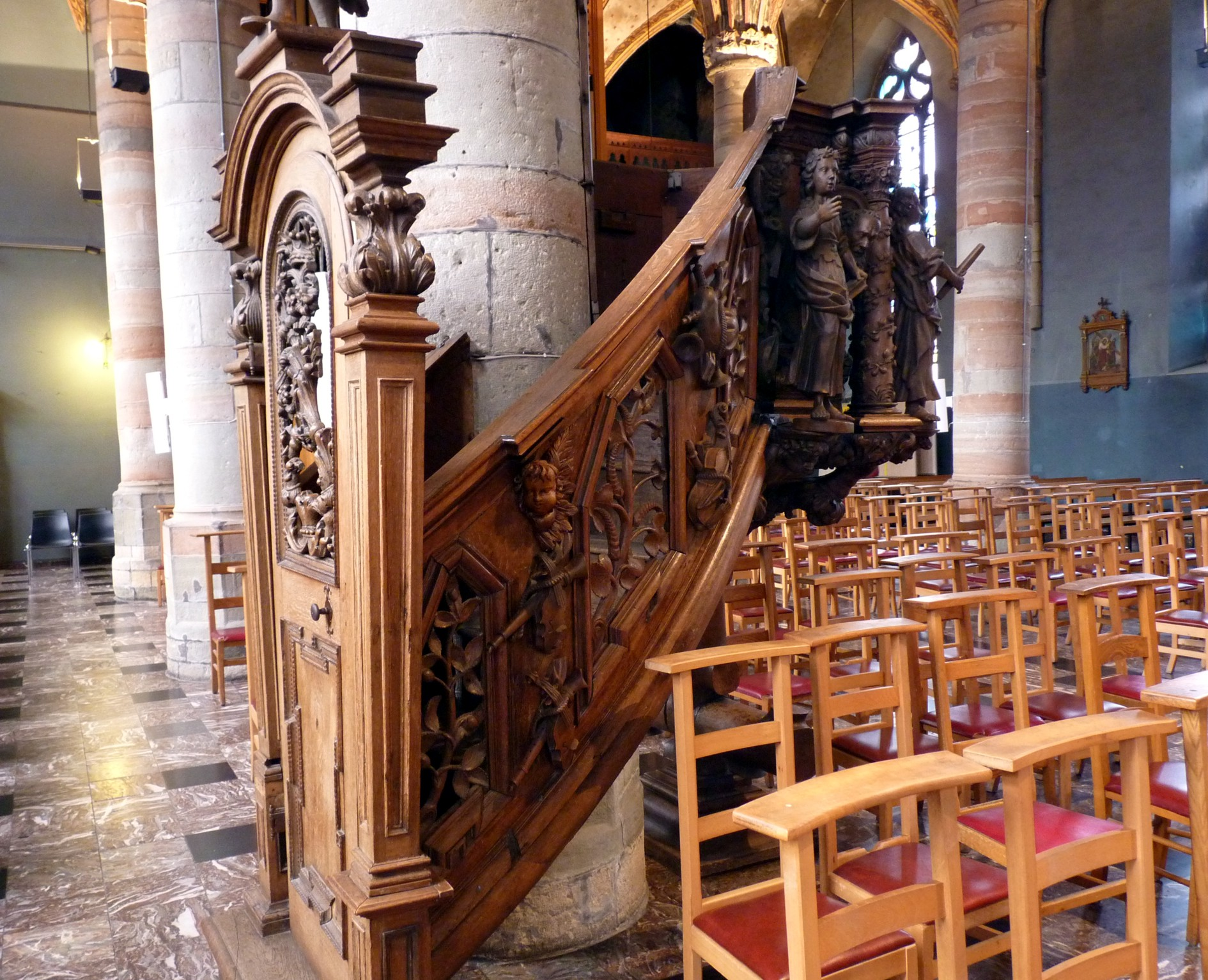
Chaire de vérité de l'église Saint-Pierre, à Bastogne.

C'est à Scholtus et/ou à son atelier qu'est attribuée la création de statues et de mobilier religieux visibles notamment :
- en Belgique :
  - à l'église Notre-Dame, à Anlier,
  - l'église Saint-Pierre, à Bastogne,
  - l'église Saint-Pierre, à Beho,
  - l'église Saint-Étienne, à Habay-la-Vieille,
  - l'église Assomption de la Sainte Vierge, à Heinstert,
  - l'église Saint-Lambert, à Rachamps,
  - l'église Saint-Remi, à Tavigny ;
  - au Piconrue - Musée de la Grande Ardenne, à Bastogne
- et au Luxembourg :
  - à l'église Saint-Jean-Baptiste, à Doennange,
  - l'église des Quatorze Auxiliaires, à Heispelt...